# Ремийи-ле-Поте
Ремийи́-ле-Поте́ (фр. Remilly-les-Pothées) — коммуна во Франции, находится в регионе Шампань — Арденны. Департамент — Арденны. Входит в состав кантона Ранве. Округ коммуны — Шарлевиль-Мезьер.
Код INSEE коммуны — 08358.
Коммуна расположена приблизительно в 190 км к северо-востоку от Парижа, в 95 км севернее Шалон-ан-Шампани, в 14 км к западу от Шарлевиль-Мезьера.

## Население
Население коммуны на 2008 год составляло 268 человек.
| 1962 | 1968 | 1975 | 1982 | 1990 | 1999 | 2008 |
| ---- | ---- | ---- | ---- | ---- | ---- | ---- |
| 192  | 199  | 175  | 193  | 211  | 216  | 268  |

## Администрация
| Период | Период | Фамилия         | Партия | Должность |
| ------ | ------ | --------------- | ------ | --------- |
| 2001   | 2008   | Марсель Шантрен |        |           |
| 2008   |        | Марк Бертран    |        |           |

## Экономика
В 2007 году среди 159 человек в трудоспособном возрасте (15—64 лет) 117 были экономически активными, 42 — неактивными (показатель активности — 73,6 %, в 1999 году было 70,9 %). Из 117 активных работали 103 человека (60 мужчин и 43 женщины), безработных было 14 (8 мужчин и 6 женщин). Среди 42 неактивных 15 человек были учениками или студентами, 12 — пенсионерами, 15 были неактивными по другим причинам.

## Достопримечательности
- Замок Ремийи-ле-Поте[фр.] (XVI век). Исторический памятник с 1927 года.[3]
- Замок Ардонсель[фр.] (XVI век).
- Церковь Сен-Мартен[фр.]. Исторический памятник с 1991 года.[4]

## Фотогалерея

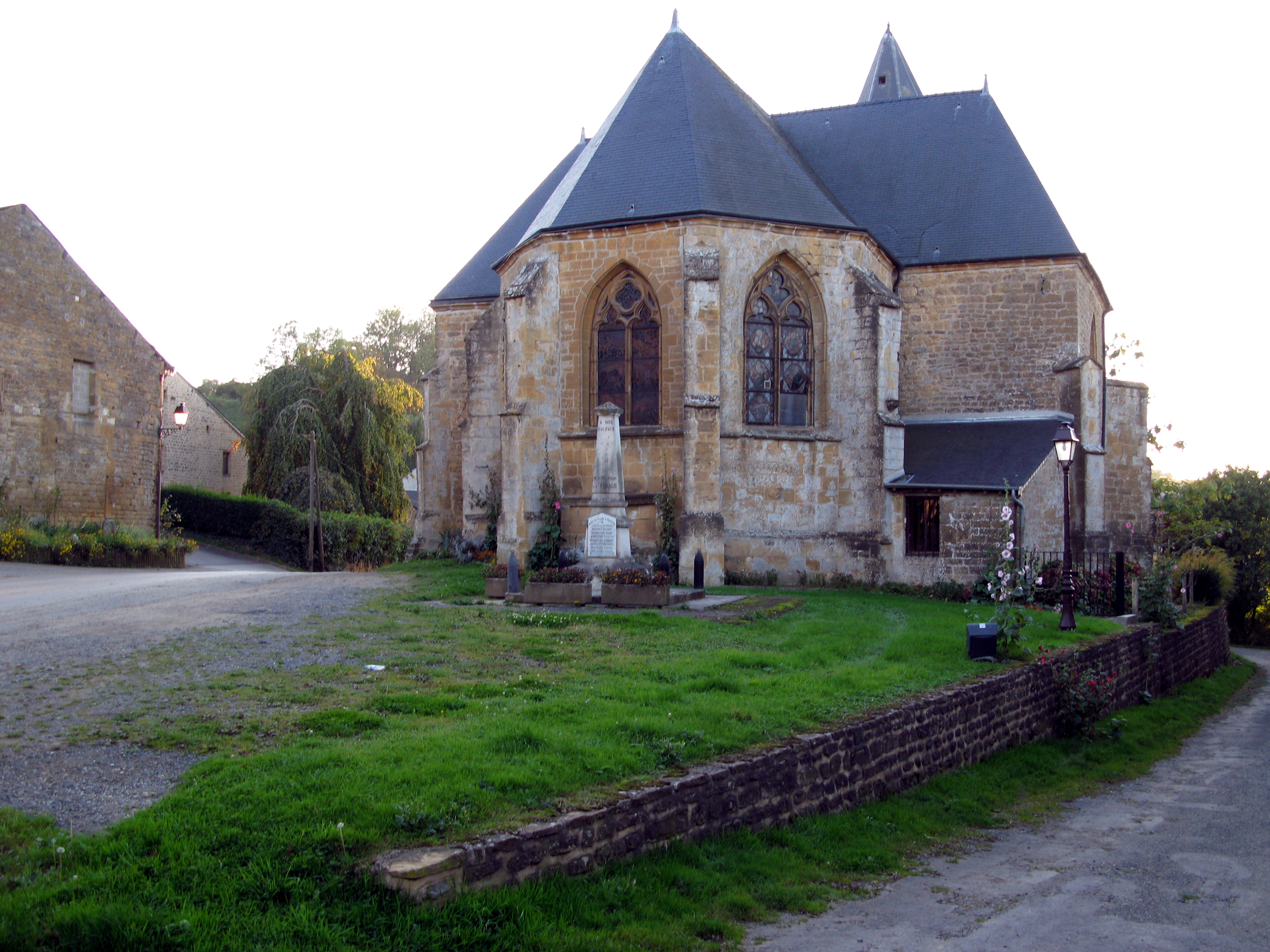
Церковь Сен-Мартен
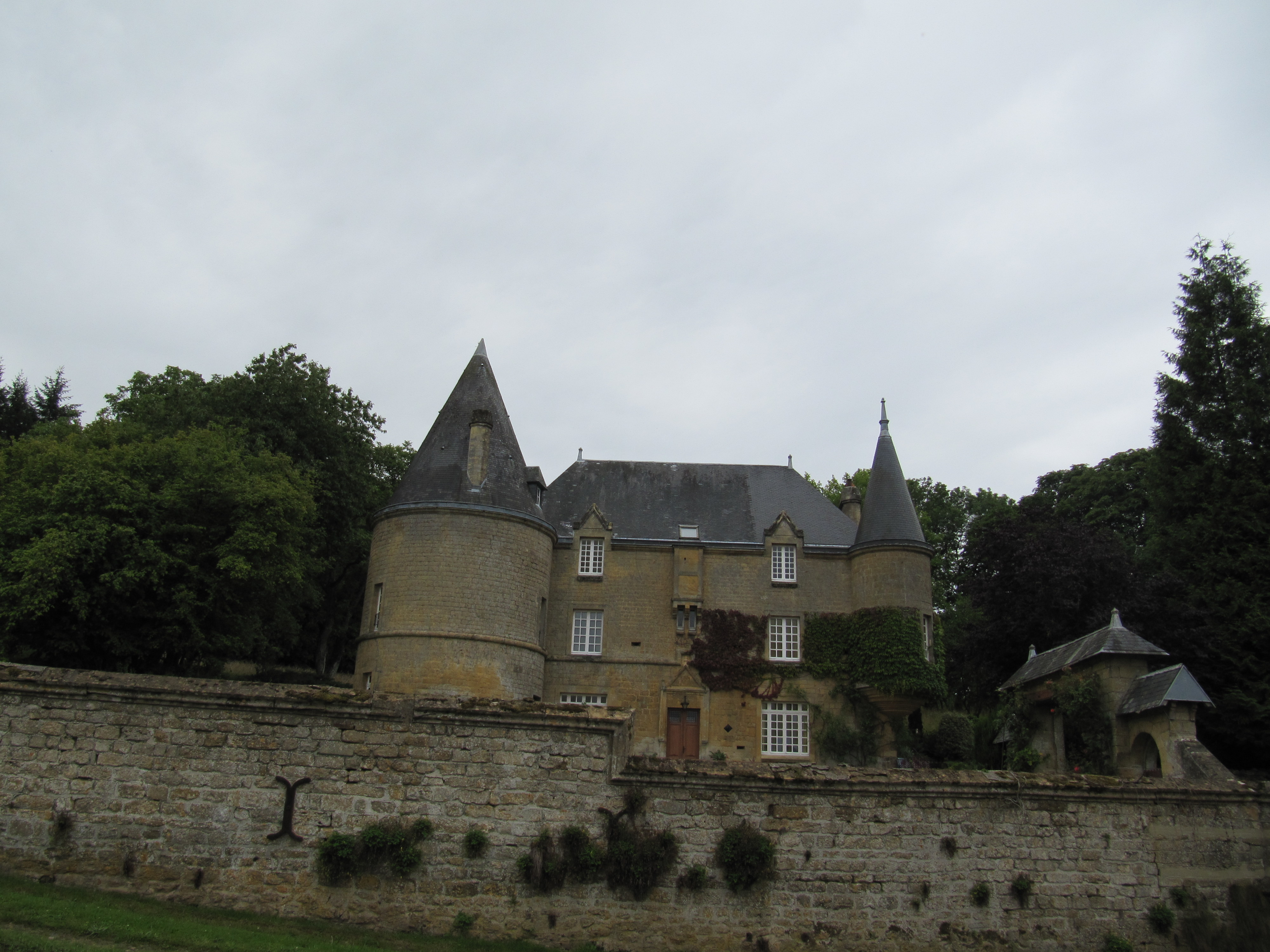
Замок Ремийи-ле-Поте
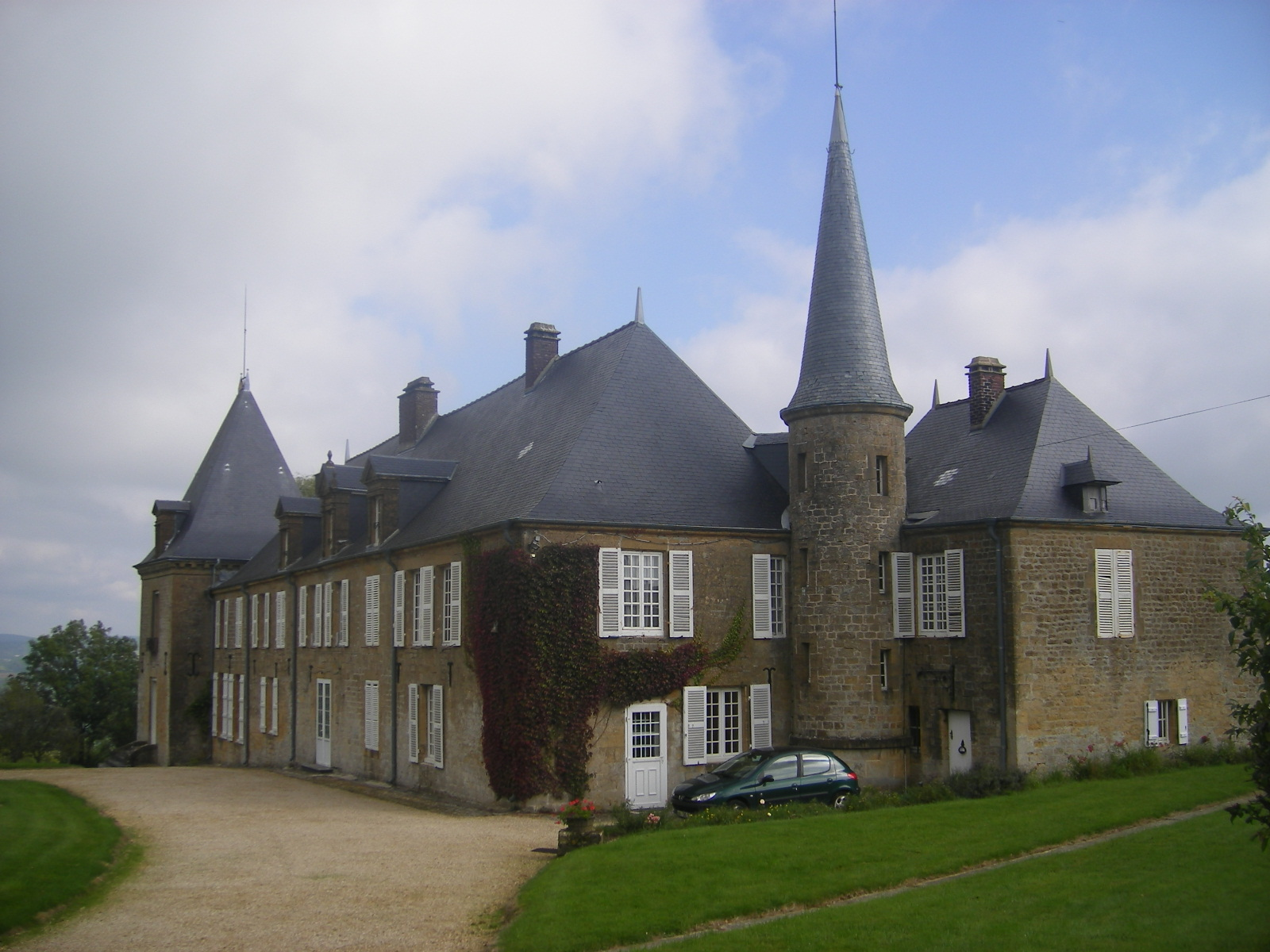
Замок Ардонсель
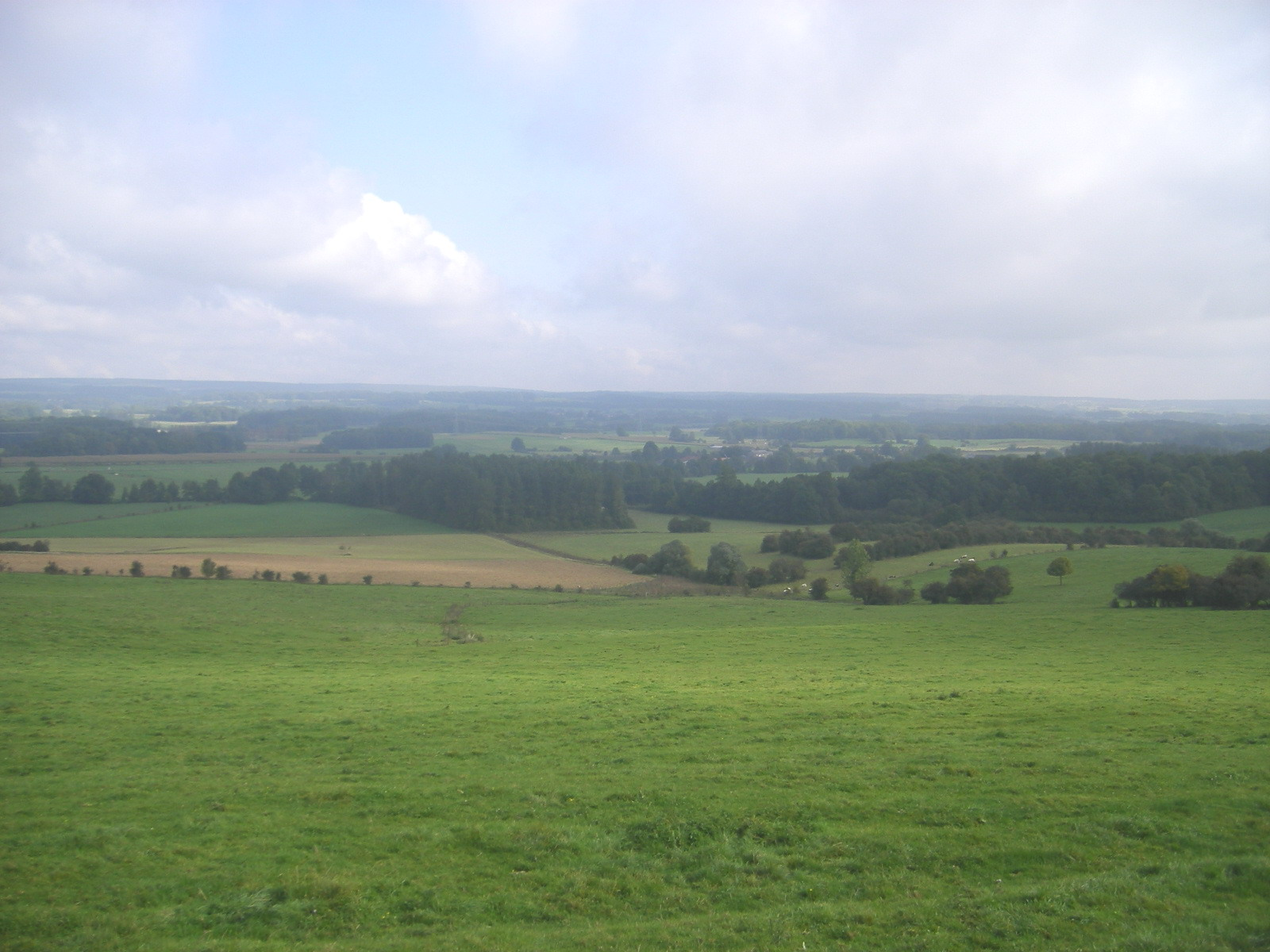
Ремийи-ле-Поте